# 物合
物合（ものあわせ）は平安時代に隆盛を極めた遊戯。
参加者を左右二組に分けて課題の品物などを持ち寄らせ、審判を立てて何回戦かを競い、左右チーム総合の勝敗を決めるもの。
代表的なものには、歌合・絵合・貝合などがあり、その他にも鳥合（闘鶏）・花合（花いくさ）・小鳥合（こちらは小鳥の品評会）・虫合・前栽合・扇合・琵琶合など。季節の行事として、菖蒲の根合・菊合・紅梅合などもある。

## 遊び方
まず、左方・右方のチームメンバーを決める。
大体は各チームのスポンサーとなる大貴族が、親類縁者・家臣など関係者の中からその道に優れた人を抜擢する。歌合などでは、小貴族であっても和歌の腕がよければ選ばれて光栄に浴することも出来たので、身分の低い参加者のうちには文字通り命がけの覚悟で歌を練るものもいたと言う。
左方のチームカラーは暖色系統（当時は紫から橙色まで）で、大きな催しなどではアシスタントの女童たちの衣装や品物を包む料紙なども赤紫から紅の色合いで意匠を統一する。右方のチームカラーは寒色系統（当時は黄色から青紫まで）で、同じく凝った意匠を競った。
審判（判者）の選定はもっとも神経を使うもので、審美眼はもちろん判定書に必要な書道や文章・和歌の道に優れた老練の人が選ばれる。他に、数回戦を競うため各チーム勝ち負けの数を串で記録する記録係「数刺し」がいた。
また、両チームにはチーム代表で解説や進行を担当する「頭」や、応援担当の「念人」が選出されることもある。